# 蒙蒂塞洛 (明尼蘇達州)
蒙蒂塞洛（英語：Monticello，i/ˌmɒntɪˈsɛloʊ/ MON-tih-SEL-oh）是一個位於美國明尼蘇達州賴特縣的城市。

## 歷史
蒙蒂塞洛於1854年成立，1856年建制。蒙蒂塞洛的郵局自1855年營運至今。

## 人口
根據2020年美國人口普查的數據，蒙蒂塞洛的面積為24.17平方千米，當中陸地面積為23.32平方千米，而水域面積為0.85平方千米。當地共有人口14455人，而人口密度為每平方千米598人。